# Шавалеев, Булат Равилевич
Булат Равилевич Шавалеев (19 сентября 1992, Казань) — российский хоккеист, нападающий.

## Биография
Сын Равиля Шавалеева. Воспитанник казанского «Ак Барса. Начал свою профессиональную карьеру в 2009 году в составе казанского клуба Молодёжной хоккейной лиги «Барс», выступая до этого за фарм-клубы родного «Ак Барса», а также шведской «Фрёлунды». В своём дебютном сезоне провёл на площадке 33 матча, набрав 13 (6+7) очков. В следующем году Шавалеев улучшил свои результаты, записав на свой счёт 34 (14+20) балла в 51 игре.
13 сентября 2011 года в матче против рижского «Динамо» дебютировал в Континентальной хоккейной лиге, однако 29 ноября он был командирован в альметьевский клуб ВХЛ «Нефтяник».
Директор МБОУ ДО ДЮСШ Динамо г. Казани.

## Статистика выступлений
Последнее обновление: 31 декабря 2011 года
|                 |                 |                 | Регулярный сезон | Регулярный сезон | Регулярный сезон | Регулярный сезон | Регулярный сезон | Регулярный сезон | Плей-офф | Плей-офф | Плей-офф | Плей-офф | Плей-офф | Плей-офф |
| Сезон           | Команда         | Лига            | Игр              | Г                | П                | Очк              | +/-              | Штр              | Игр      | Г        | П        | Очк      | +/-      | Штр      |
| --------------- | --------------- | --------------- | ---------------- | ---------------- | ---------------- | ---------------- | ---------------- | ---------------- | -------- | -------- | -------- | -------- | -------- | -------- |
| 2008/09         | Ак Барс-2       | Первая лига     | 15               | 1                | 1                | 2                | --               | 14               | —        | —        | —        | —        | —        | —        |
| 2008/09         | Фрёлунда-U18    | Аллсвенскан-U18 | 9                | 2                | 2                | 4                | +3               | 27               | 7        | 0        | 1        | 1        | -1       | 0        |
| 2008/09         | Фрёлунда-U20    | СуперЭлит       | 3                | 0                | 0                | 0                | -1               | 0                | —        | —        | —        | —        | —        | —        |
| 2009/10         | Барс            | МХЛ             | 33               | 6                | 7                | 13               | -3               | 34               | —        | —        | —        | —        | —        | —        |
| 2010/11         | Барс            | МХЛ             | 48               | 14               | 15               | 29               | +14              | 24               | 3        | 0        | 5        | 5        | +2       | 0        |
| 2011/12         | Барс            | МХЛ             | 9                | 3                | 2                | 5                | +1               | 0                | —        | —        | —        | —        | —        | —        |
| 2011/12         | Нефтяник Ак     | ВХЛ             | 2                | 0                | 0                | 0                | --               | 0                | —        | —        | —        | —        | —        | —        |
| 2011/12         | Ак Барс         | КХЛ             | 8                | 0                | 0                | 0                | --               | 0                | —        | —        | —        | —        | —        | —        |
| Всего в КХЛ     | Всего в КХЛ     | Всего в КХЛ     | 8                | 0                | 0                | 0                | --               | 0                | —        | —        | —        | —        | —        | —        |
| Всего в карьере | Всего в карьере | Всего в карьере | 127              | 26               | 27               | 53               | +14              | 99               | 10       | 0        | 6        | 6        | +1       | 0        |